# 白齿唇兰
白齿唇兰（学名：Anoectochilus candidus）为兰科开唇兰属下的一个种。

## 扩展阅读
- 維基物種上的相關：白齿唇兰